# Hyperejdes

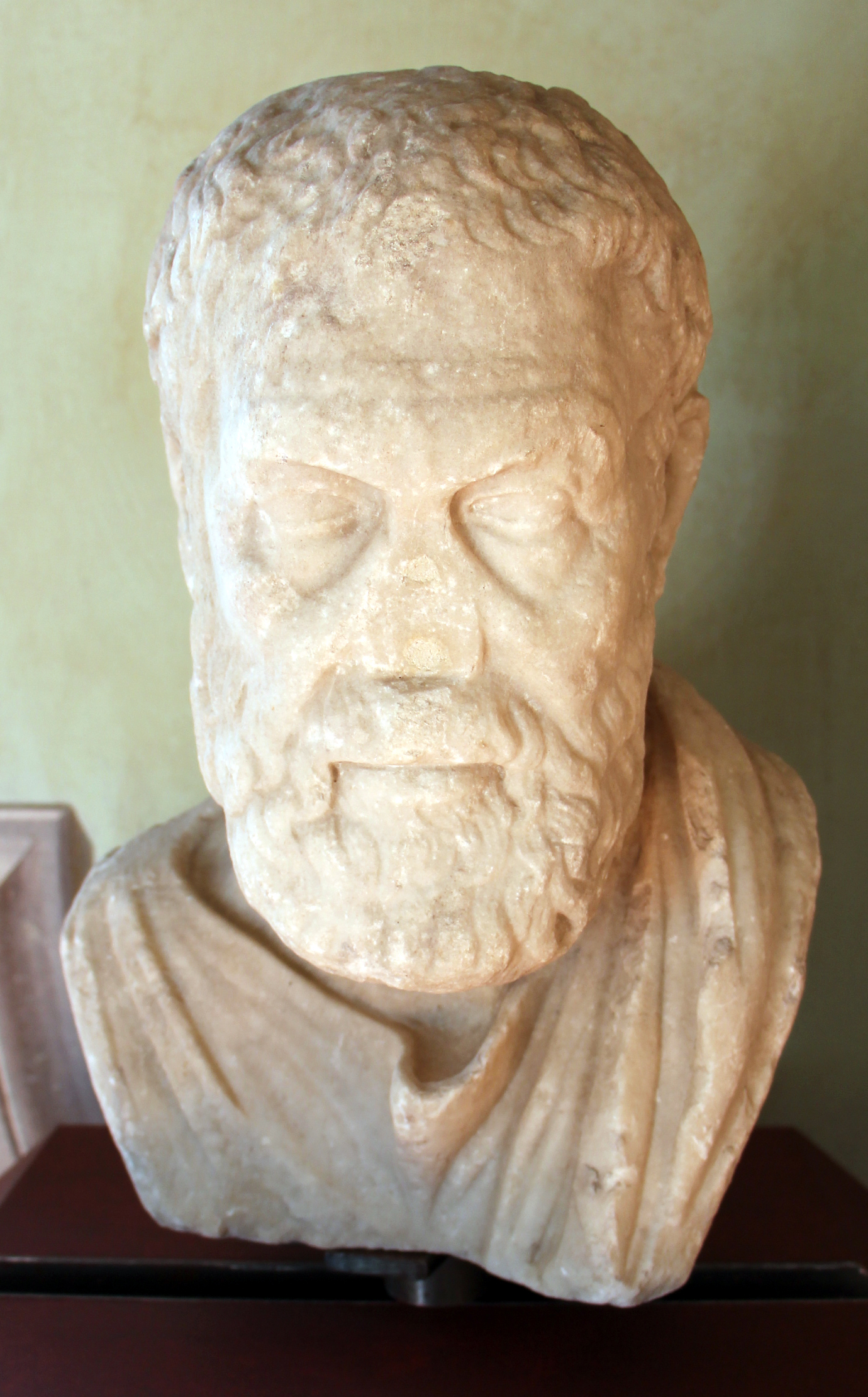
Hyperejdes

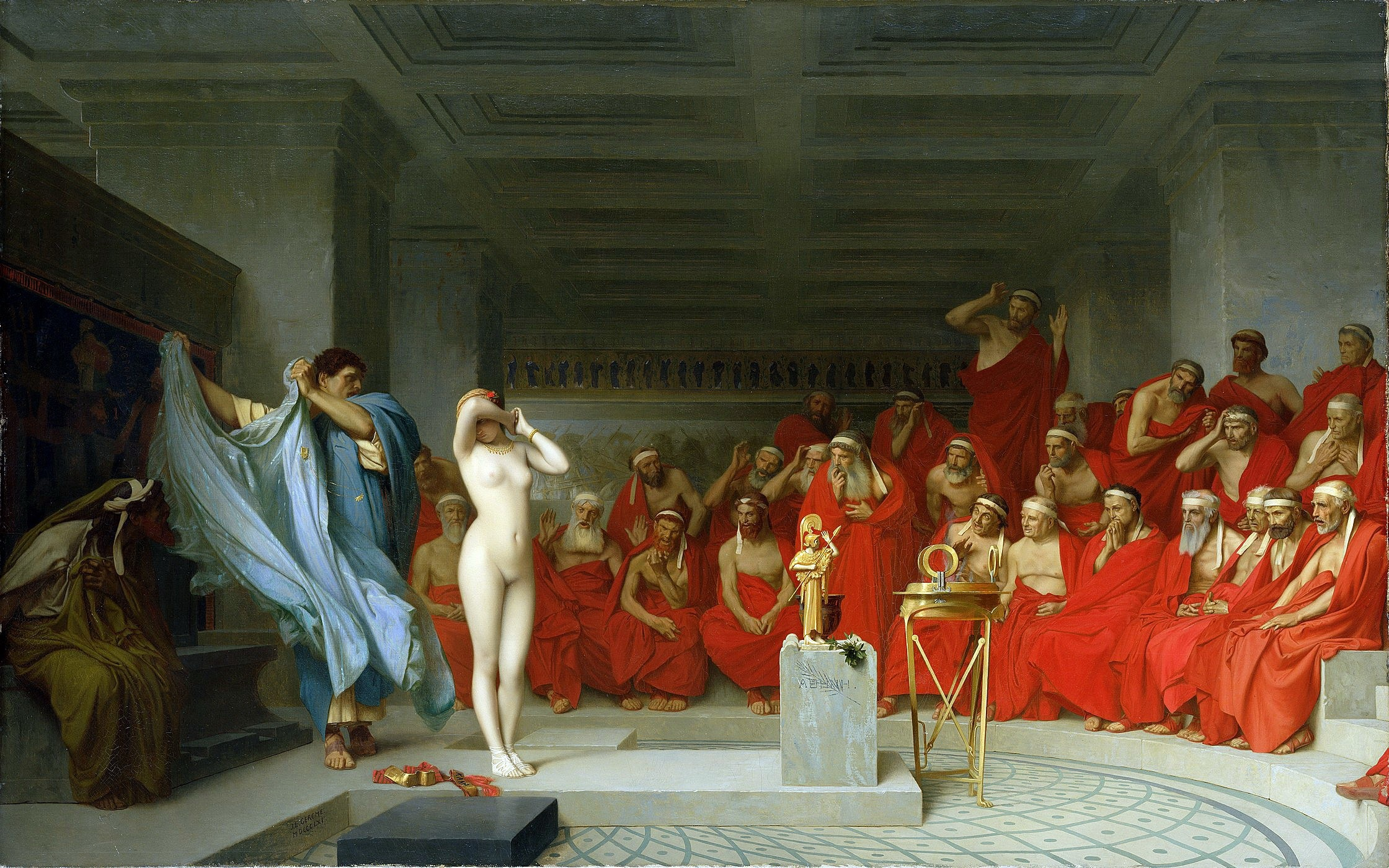
Hyperejdes z Fryne przed areopagiem

Hyperejdes (gr. Ὑπερείδης; ur. 390/389 p.n.e., zm. 322 p.n.e.) – polityk i mówca ateński, wymieniony w kanonie dziesięciu mówców. Pochodził z zamożnej rodziny. Był uczniem Platona i Izokratesa.
Karierę publiczną rozpoczął od mów sądowych. Zasłynął obroną oskarżonej o bluźnierstwo słynnej hetery Fryne. Świetną, przełożoną później na łacinę i popularną jeszcze w czasach cesarstwa rzymskiego, mowę obrończą zakończył podobno odsłonięciem piersi klientki. Oracja i dodatkowe efekty przekonały sędziów o niewinności podsądnej.
Należał do stronnictwa antymacedońskiego. W latach od 346 p.n.e. do ok. 324 p.n.e. ściśle współpracował z przywódcą opozycji przeciwko Argeadom, Demostenesem. W 344 p.n.e. oskarżył Filokratesa przed zgromadzeniem o to, że zwodził lud za macedońskie pieniądze i doprowadził w ten sposób do zawarcia pokoju z Filipem. Zbiegłego Filokratesa skazano zaocznie na śmierć. W 343 p.n.e. reprezentował przed Amfiktionią Delficką Ateny w sporze z Delos o władzę nad delijską świątynią Apollina. W 341 p.n.e. posłował do Chios i Rodos, z którymi udało mu się zawrzeć antymacedońskie przymierze. Na sprawy publiczne nie szczędził swego majątku, m.in. fundował okręty wojenne. Drogi Hyperejdesa i Domestenesa rozeszły się ok. 324 p.n.e. Demostenes, widząc potęgę Aleksandra Wielkiego, złagodził swoje stanowisko wobec Macedonii i zaczął namawiać Ateńczyków do zgody. Hyperejdes pozostał nieugięty. Podczas procesu przeciwko Demostenesowi o defraudację w 323 p.n.e., którego efektem była ucieczka oskarżonego z Aten, Hyperejdes był jednym z dziesięciu oskarżycieli.
Śmierć Aleksandra Wielkiego wzbudziła nadzieje Ateńczyków na uwolnienie się spod kurateli Macedonii. Mówcy Dejnarchos i Demades, zwolennicy Macedonii, stracili wpływy. Przywódcą ponownie zjednoczonego ugrupowania patriotycznego był, wobec nieobecności Demostenesa, Hyperejdes.
Grecy, pomimo początkowych sukcesów, ponieśli klęskę w wojnie lamijskiej (323–321 p.n.e.). Zwycięski Antypater nie dążył tak jak Filip II czy Aleksander do zgody i współpracy z Grekami. Chciał ostatecznie złamać ich zdolność oporu. Na ateńskim zgromadzeniu ludowym wymógł uchwalenie wyroków śmierci na czołowych przywódcach patriotów m.in. Hyperejdesie i Demostenesie. Wnioskodawcą był ich dawny przyjaciel, Demades. Hyperejdesa pojmali i wyrok wykonali żołnierze macedońscy. Śmierć słynnych mówców, obrońców wolności Greków, była symbolicznym końcem ateńskiej demokracji.
Starożytni znali 77 mów Hyperejdesa. Zachowało się fragmentarycznie sześć z nich:
- Przeciw Filippidesowi (336/335 p.n.e.)
- W obronie Lykofrona (333 p.n.e.)
- W obronie Euksenipposa (ok. 330 p.n.e.)
- Przeciwko Athenogenesowi (po. 330 p.n.e.)
- Przeciwko Demostenesowi (323 p.n.e.)
- Mowa pogrzebowa (322 p.n.e.)